# Cyperus schimperianus
Cyperus schimperianus är en halvgräsart som beskrevs av Ernst Gottlieb von Steudel. Cyperus schimperianus ingår i släktet papyrusar, och familjen halvgräs. Inga underarter finns listade i Catalogue of Life.